# Essjay騒動
Essjay 騒動（エスジェイそうどう）とは、2007年2月に英語版ウィキペディアで発生した騒動。英語版ウィキペディアの有力な管理者で、ジミー・ウェールズの運営する会社ウィキアの有給コミュニティマネージャーでもあった Essjay（のちに本名はライアン・ジョーダンであると自ら明かした）がウィキペディアの利用者ページ、ならびに『ザ・ニューヨーカー』誌のためのステイシー・シフによる電話インタビューにおいて学歴詐称ならびに職歴詐称を行っていたことが発覚した。
この騒動は単にEssjayが人格や経歴を詐称していたという問題にとどまらず、ウィキペディア（およびその方針と信頼性）自体への疑いを招き、またEssjayに与えられたような権限・支持・雇用などの決定の妥当性にも疑いを招いた。
Essjay騒動で明らかになった事実への反応はさまざまであり、オンライン・印刷・放送など各種媒体に亙った。ウィキペディアのコミュニティでは、Essjayの過去の編集を精査して誤りがないかの確認が進められる一方で、個人の同定のよりよい方法について議論が行われた。ウィキペディアの編集者としてはEssjayはあまり記事を編集しておらず、むしろ荒らし行為について指摘したり編集上の争いを解決することに多くの時間を割いていた。
ウィキメディアの共同設立者 ジミー・ウェールズは当初はEssjayがペルソナを用いていたことを擁護し、「偽名の一種であると考えるし、私としてはまったく問題ない」と述べていた。後になってウェールズはこの見解を撤回、Essjayに対してウィキペディアの権限を返上しウィキアの職を辞するよう要求した。この撤回の理由についてウェールズは、「Essjayが偽の経歴を内容に関する紛争において利用していた」とわかったからだと述べている。

## 『ザ・ニューヨーカー』のインタビュー

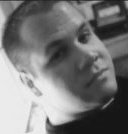
ウィキアのプロフィールに掲載されたEssjay

ピューリッツァー賞受賞歴をもつジャーナリストステイシー・シフは、ウィキメディア財団のあるメンバーからの推薦を受け、『ザ・ニューヨーカー』のウィキペディアに関する記事（"Know It All" 2006年7月31日）の取材のためにEssjayにインタビューを行った。『ニューヨーカー』誌によれば、Essjayは「ウィキペディアの管理者としての仕事について語るのには積極的だったが、利用者ページに記載した経歴以上には自身を同定することを避けた。」
インタビューの中でジョーダンは『ニューヨーカー』誌に対して、それまでウィキペディアの利用者ページに掲載していたとおり、神学と教会法の博士号所有者であり某私立大学のテニュアの教授であると自称していた。しかし後に明らかになったところによると、彼は24歳のコミュニティカレッジ中退者であり、学位は何も持っていなかった。『ニューヨーカー』誌は2007年2月に訂正記事を出し、それによってこの事件は広い社会的注目を浴びるようになった 。
『ニューヨーカー』誌の記事では、2つの博士号を所有していることについて触れたうえで、Essjayは一日あたり14時間程度かそれ以上ウィキペディアに割きつつも、同僚や友人にオンラインの生活について知られないように慎重であると述べられている。Essjayはしばしば講義にラップトップを持ち込み、小テストの間にはウィキペディアでの問題を解決できるようにしていると描かれた。また、サイバーストーキングを避けるために匿名が守られることを強く主張した。
またEssjayは彼の肩書きを使用して現実世界の大学教授に電子メールを送り、ウィキペディアの正確性を保証したことがある。このメールの中でEssjayは、「私はオンライン百科事典プロジェクトウィキペディアの管理者です。私はまた神学の終身教授です。私のバックグラウンドと資格についてはどうぞ私のウィキペディアの利用者ページをご覧になってください」と述べている 。

### 正体の暴露
2007年1月にウィキアに雇われると、Essjayはウィキアのプロフィールページを変更し、「私が本当は誰なのか白状します」（"came clean on who he really was"）として、自分はライアン・ジョーダン（Ryan Jordan）であるとした。これに対し他のウィキペディアの利用者は、新しいウィキアのプロフィールとそれまでウィキペディアで公表されていた経歴との齟齬について、ウィキペディアの会話ページで質問した。最初の質問に対しては、Essjayは丁寧な返答を行い、以下のように述べた。
| 「 | ウィキペディアや他のウィキメディアプロジェクトの上には、荒らしやストーカー、精神病質者が数多くうろついていて、攻撃、ストーキング、あるいはその人の人生を破壊できるような人はいないか探しています（ここでの行いのせいで逮捕された人も何人かいます）……身元の特定につながるようなことを何かちょっともらせば、ストーカーたちはあなたを探し出します……私は自分自身でいること、決して自分の性格を隠さず、常に私であり続ける一方で、たいしたことではないと思われること、年齢、居住地、職業など、についてはディスインフォメーションを用いることにしたのです…… | 」 |

後になってEssjayはウィキペディアの利用者ページに、「うまく役を演じて」（"doing a good job playing the part"）シフをだましたとも述べている。
これをうけて、社会運動家でウィキペディアを批評しているダニエル・ブラント（Daniel Brandt）は、『ニューヨーカー』誌に経歴の矛盾を報告した。2007年2月末に『ニューヨーカー』誌は Essjay が後になって自らの名をライアン・ジョーダンだと明らかにしたことなどに触れた訂正文とともに記事をアップデートした。この訂正文では「現時点ではEssjayは実名がライアン・ジョーダンだと述べ、24歳で高等教育の学位は所有しておらず、教職についたことはないと述べている」とした。
2007年3月3日になり、香港大学の助教授で技術ジャーナリズムの主任およびメディア研究センター主任を兼任するアンドリュー・リー（Andrew Lih）はそのブログ上で、この問題に対するEssjayのコメントの中には『ニューヨーカー』誌記事の執筆者ステイシー・シフに対して「中傷および名誉棄損の強い疑い」（"the dangerous domain of defamation and libel"）があると述べた。リーの引用によれば、Essjayはウィキペディアの利用者会話ページに「しかも、彼女［シフ］は私の時間の見返りとしていくつかの提案をしたのですが、私はそれに対して、もし本当にそうしたいと思うのなら、代わりに財団に寄付してください、と返しました」と記していた。リーはこれに対して以下のようにコメントしている。
| 「 | これはジャーナリストにとってもっとも深刻な告発にあたる。情報源に見返りを渡すことは、印刷ジャーナリズムの慣習では決してしてはいけないことだ。これを見てすぐに、ステイシー・シフを、ピューリッツァー賞受賞者で『ザ・ニューヨーカー』に執筆している彼女に対してこんな過ちを告発するなんて、まったく信じられないと思った。シフ女史の倫理に深刻な問題があるのか、Essjayの言葉にまた一つ怪しいものが加わったのか。 | 」 |

リーはまた、シフに連絡をとってEssjayに時間の見返りに支払いをするといったのか尋ねたと記し、これに対する彼女の返信メールを引用した。このメールでシフは、Essjayの主張は「まったくのでたらめ」（"complete nonsense"）だと述べた。

## 反応

### ウィキペディアのコミュニティ

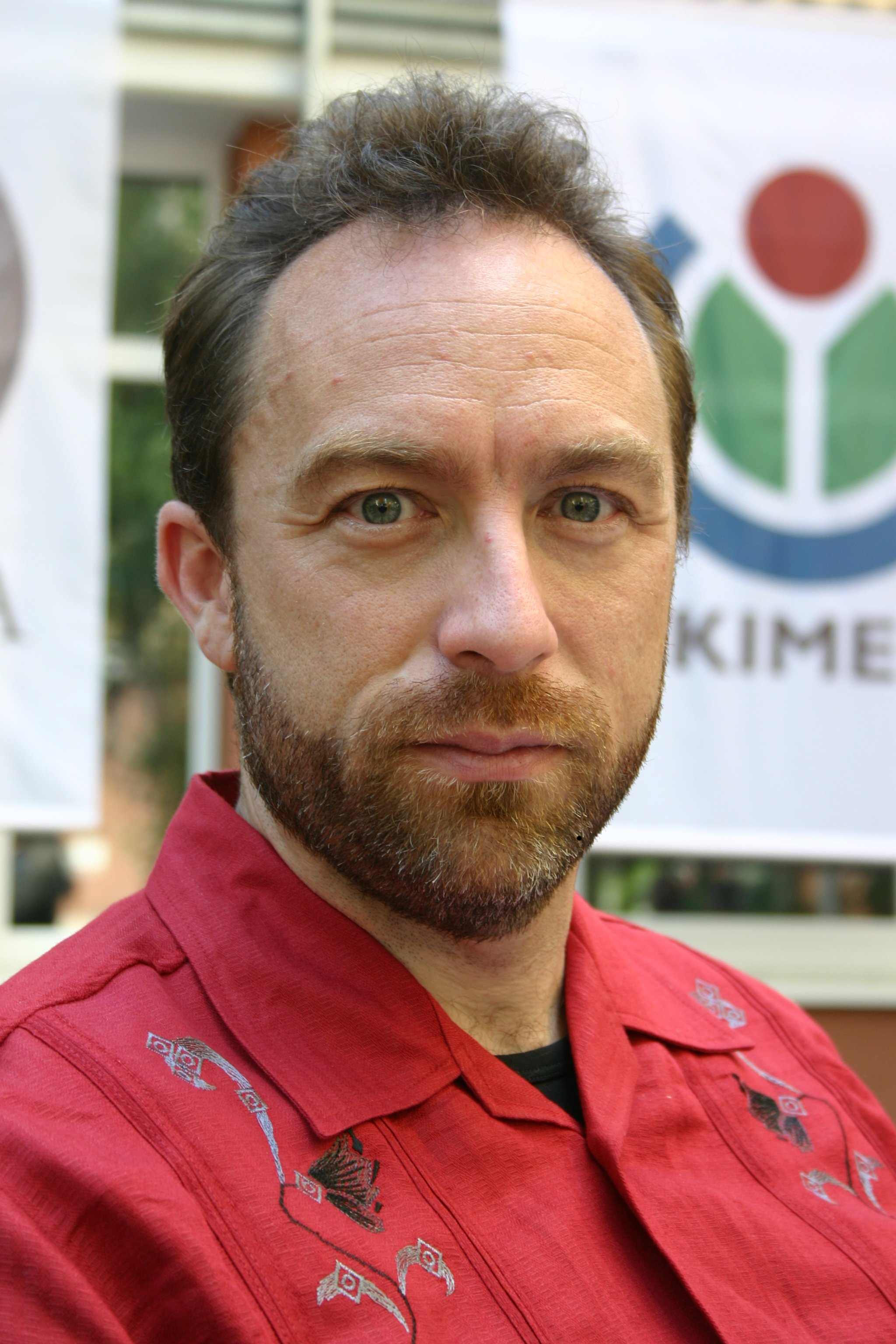
ジミー・ウェールズはEssjay騒動の後、ウィキペディアに身元証明システムが必要だと提案した。

ジョーダンについての私的見解としてジミー・ウェールズは、「ライアンさんは友達だったし、今でも友達です。彼は若いし、私に直接心からの謝罪を述べ、私はこれを受け入れました。私の望みとしては、世の中が彼をそっと行かせてあげ、名誉ある生活と評判を築かせてあげてほしいです」と述べた。
Essjayはこれにすぐに反応し、ウィキペディアの利用者ページにコメントを掲載した。この中には次のような一節が含まれていた。
| 「 | 私が自分を守るためにディスインフォメーションを使ったことでウィキペディアコミュニティの中で傷ついた人がいたのなら、申し訳ありません。自分を守ろうとしたことは悪かったと思っていません。この難しい時代にインターネットで出会うさまざまな問題に鑑みるに、私には自分を守る権利があったと信じていたし、今も信じています。ここにいる親しい友達には全員にこの問題について話しましたし、誰もが私の立場を理解し、私を支持してくれるといってくれました。ジンボやウィキペディアのヒエラルキーにいる多くの人も、私を支持してくれました。 | 」 |

英語版ウィキペディアのコミュニティの中ではEssjay（ジョーダン）の経歴詐称に対する反応は大きく、鋭く、また複雑なものであった。多くの編集者は、少なくとも彼の行動の一部について非難したが、反応は完全支持からジョーダンを詐欺師と非難するものまで分かれた。
騒動が明らかになるにつれて、ウィキペディア・コミュニティでは、Essjayの過去の編集の確認が行われ、利用者の中にはEssjayが「教授」という虚偽の肩書きを利用して彼の行った編集に対する評価を左右しようとしていたと考えるものもいた。英語版ウィキペディアの管理者の一人で、英語版ウィキペディアのコミュニティ新聞 The Wikipedia Signpost の創立者であるマイケル・スノー（Michael Snow）は、「人々は彼の編集を洗って、彼が自分の主張を押し通すために自分の嘘の肩書きを利用している箇所を見つけた」と述べ、「それらの編集については見直さなければならない」と述べている（"People have gone through his edits and found places where he was basically cashing in on his fake credentials to bolster his arguments." "Those will get looked at again."）。例えば、Essjayは日本語の『サルでもわかる』シリーズに相当するような Catholicism for Dummiesをカトリック教会がニヒル・オブスタットや教会認可（インプリマトール）を与えたものとして推薦していた。英語版の教会認可の記事の編集において意見の食い違いがあった際に、Essjayは「この本は私が自分の学生によく推薦しているし、その信頼性については私の博士号をかけてもいい」と述べて、この本を使うことを擁護した。
ジミー・ウェールズは、「事実をめぐる論争に裁決を下す人物の身元をすべて綿密に点検する予定だと伝え」られた 。またウェールズは「この問題はウィキペディアに内在する弱さを示しているのではなく、これから解決のために取り組んでいく弱さを示していると考えている」と述べた。ウェールズはウィキペディアの編集者は今後も望むならば匿名を維持できると主張し、「私たちの方針ではいつも、絶対的な禁止よりも、肯定的に推奨し、人々が難しいことにたくさん直面せずに貢献できることを目指しています」としつつも、同時に「自分の肩書きをちらつかせて論争に勝とうとすることはいかなる場合でも不適切ですし、その肩書きが虚偽であればなおさらです」とも警告した。そして「ウィキペディア上でなんらかの資格を主張する利用者は、近々その資格を本当に所持しているか証明しなければならなくなるでしょう」との見解を示した。しかし、ウィキメディア財団理事長のフロランス・ドゥヴアールがこの資格証明の提案に反対し、「問題なのは内容の質であって、これは『出典を明示する』といった方針を強化することで改善できるし、大切なのは編集者が示している資格の質ではない」とした。また英語版ウィキペディアにおいてなされた、学位などの所有を主張する利用者は、内容を巡る論争中にこれを持ち出すに際してその証拠を提示しなければならないとする提案は、それ以前の同様の提案と同じく、コミュニティによって却下された。ウィキペディアの改善のための活発な議論も続いた。
『ザ・ニューヨーカー』誌への最初のコメントの続報としてウェールズは、2007年3月19日の号に『ニューヨーカー』誌へ以下のような正式な謝罪を掲載した。
| 「 | 「私はここに『ザ・ニューヨーカー』およびステイシー・シフへ謝罪し、ライアン・ジョーダンに関しての続報をお伝えしたいと思います。先にザ・ニューヨーカーと、ウィキペディアコミュニティの有名な利用者の一人が肩書きを偽ったことについて話した時には、私は問題を見誤っていました。ジョーダン氏、あるいはEssjayがリポーターに嘘をついたことは、たとえアイデンティティを守るためであっても、やっていいことではありませんでした。 | 」 |

そして、ウェールズはEssjayが「いくつもの非常にまずい判断を下した」（"made a series of very bad judgments"）ことを遺憾とし、この騒動を経て、ウィキペディアが改善することを期待するとした。

### ウィキペディアの批判者

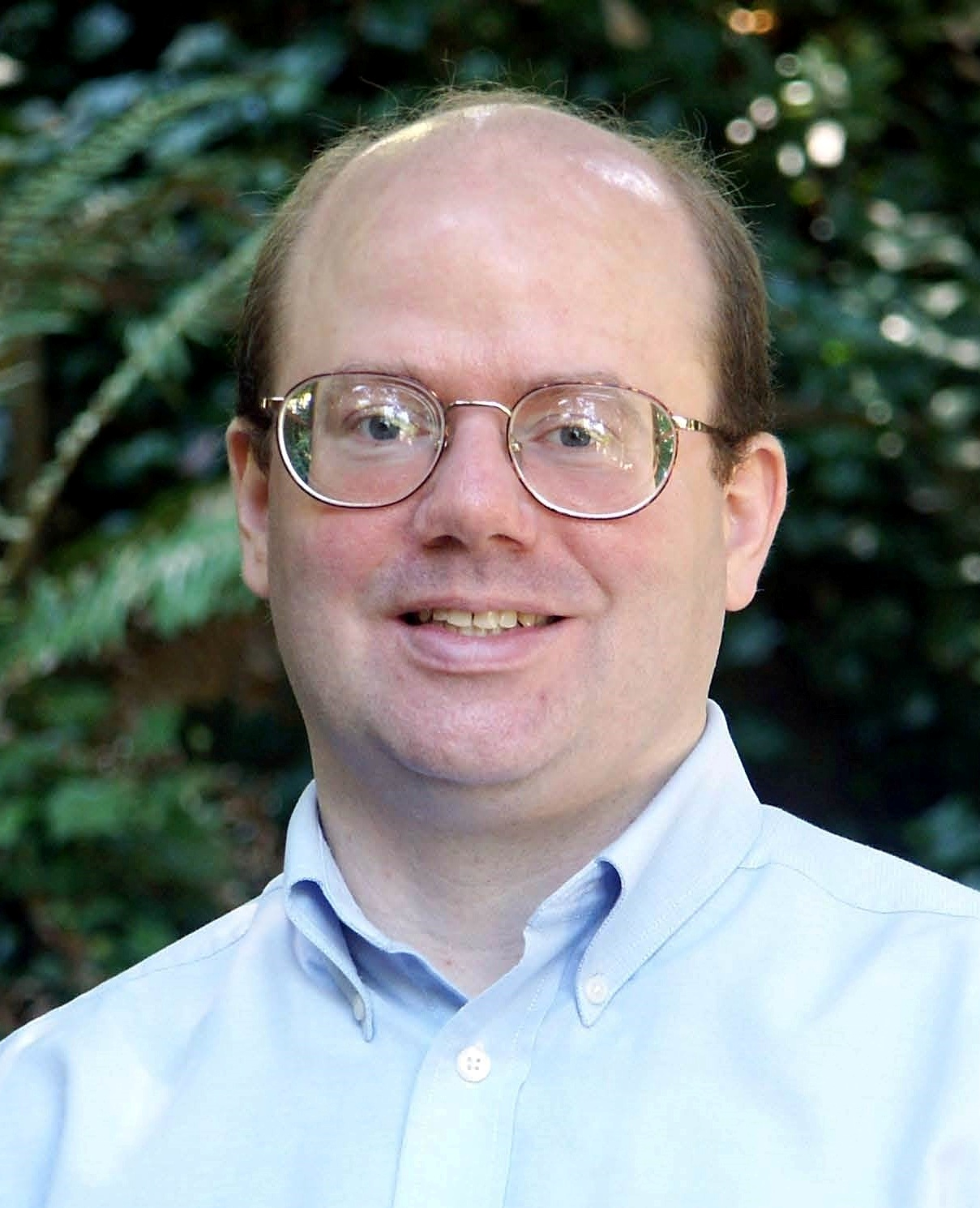
ウィキペディアを去り、今はCitizendiumで主筆を務めているラリー・サンガー

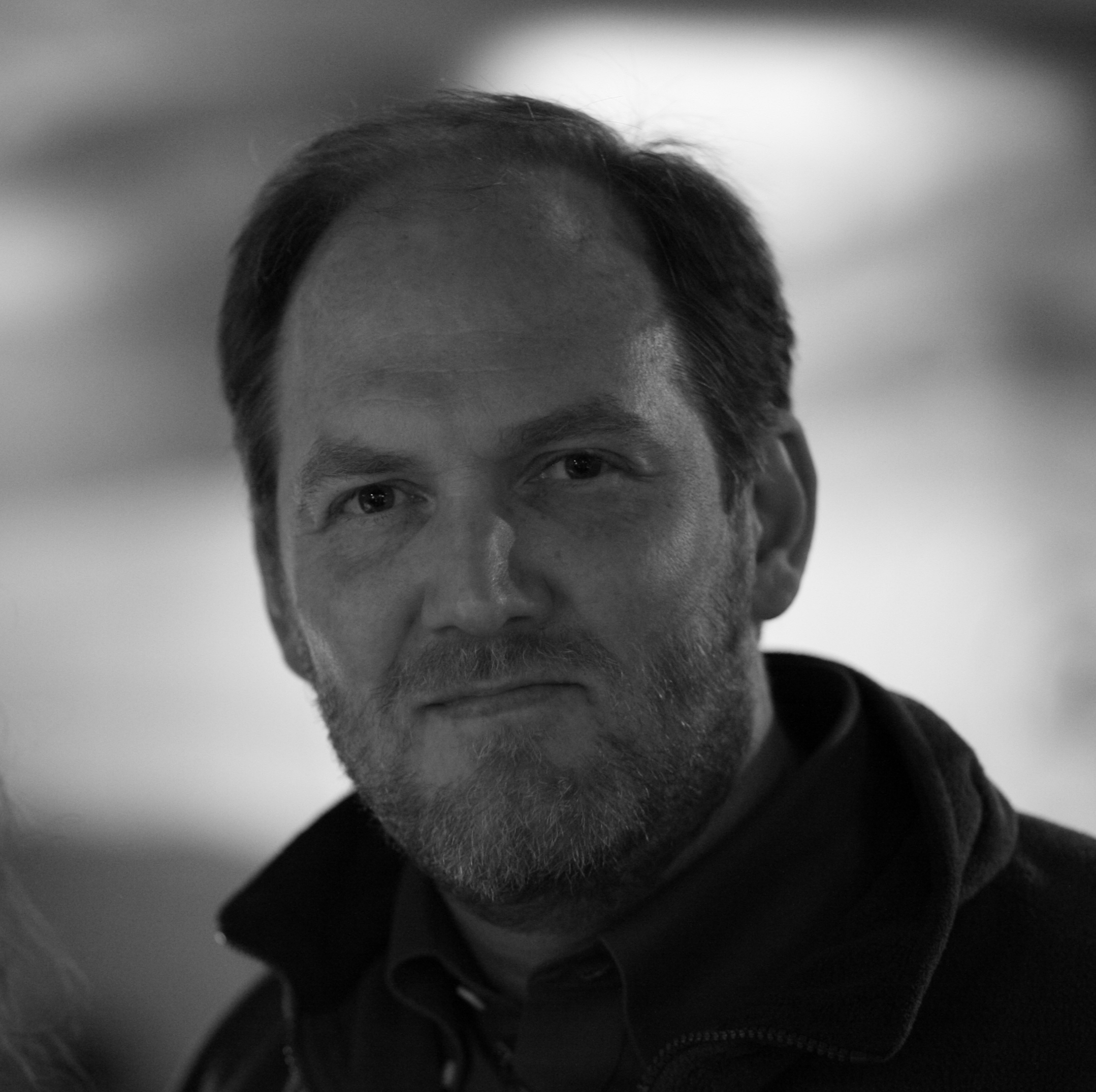
ジャーナリストのミッチ・ラトクリフ

『ザ・レジスター』誌の執筆者でウィキペディアの批判者であるアンドリュー・オルロフスキは、ジミー・ウェールズがEssjayをベンチャーキャピタルの投資を受けているウィキアに雇用したこと、およびEssjayがそれまで主張していた経歴が虚偽であったと認めたに近い状況の中で、ウィキペディアの裁定委員会に任命したことを批判した。オルロフスキはまた、Essjayの行動はウィキペディアに内在する危険な思考をさらけ出したとし、ラリー・サンガーの「ウィキペディアンは単にきわめて島国根性の集団になってしまった。自分たちの内輪の習慣や要求があって、現実世界とは完全に乖離してしまっている。実際のところ、結局この問題はそういうことだ。現実世界のアイデンティティや肩書きは不要なものだとしてウィキペディアでは否定されたのだ」という言葉を引用した。他にウィキペディアに批判的なコメントを寄せた中にはZDNetの執筆者であるミッチ・ラトクリフがあげられる。彼は「どうして経歴を偽っているのに、社会が正確な情報を記録する手助けになろうというウィキアのような会社で働けるのか」と疑問を呈し、「いつ、なぜウェールズがジョーダンを解雇し、いつ彼がジョーダンを公式見解の中で支持したのか」についての情報を求めた。
オンライン百科事典Citizendiumの編集長かつ、ウィキペディアの共同設立者で2002年にウィキペディアを離れたラリー・サンガーは、Essjayの対応を「傲慢で謝罪になっていない」（"a defiant non-apology"）と批判し、また別の場所ではEssjayの行為を「経歴詐称」（"identity fraud"）と述べた。サンガーはウィキペディアの会話ページにEssjayが書いたコメントを引用し、ウィキペディアの運営に携わる他のメンバーは、アンジェラ・ビーズリー（ウィキアの共同設立者でウィキメディア財団コミュニケーション委員会のメンバー）やブラッド・パトリック（ウィキメディア財団の法律顧問）を含めて、ジョーダンの経歴の矛盾を知りながら、その雇用に関与したとした。サンガーはまた、ジョーダンの解雇は完全に世間の非難を受けてのものであり、「これらの悲しい事実が公にさらされてはじめて、激しい非難の声があがってはじめて、ジミー・ウェールズはEssjayに辞任を求めることにした」と指摘した。

### 学術界
Essjay騒動がメディアに取り上げられると、多くの学術関係者がウィキペディアの信頼性に対して目を向けた。2007年3月2日には、『The Chronicle of Higher Education』が、「この事件は明らかにウィキペディアの信頼性を傷つけている。特に教員たちはこのサイトでもっとも目立っていた学術関係者の一人が偽物だったということに注目するだろう」と述べた。アメリカ合衆国コーネル大学のユダヤ・イスラム学教授ロス・ブラン（Ross Brann）は、ウィキペディアには学術的な査読制度が欠如しているとし、「やろうと思えばあなたの人生をでっち上げることもできる」と述べた他、ウィキペディアは「大学には居場所はまったくない」とし、Essjay騒動の後も、学者たちがオンライン百科事典に対して抱いている否定的評価が変わることはいっさいないだろうとした。インタビューされたコーネル大学の学生の一部は、ウィキペディアを簡便な手引きとして使い続けるだろうが、学術的な発表物には引用しないだろうとした。
一方で、学術関係者から発されたコメントのすべてが批判的だったわけではない。イギリスのイースト・アングリア大学で国際関係論の講師をするニコラ・プラット（Nicola Pratt）は、「ウィキペディアのエトスはだれでも、立場に関係なく貢献出来るということです。大切なのは他の読者が彼らの知識をどう判断するかであって、彼らが教授であるかどうかではありませんし、この学生［Essjay］の身元がさらされたということが、このシステムがうまく動いていることを示しています」と述べた。